# Batalla de Beverhoutsveld
La batalla de Beverhoutsveld tuvo lugar el 3 de mayo de 1382, en un campo situado entre las localidades de Beernem, Oostkamp y Assebroek. Marcó una etapa cumbre en la rebelión de Gante (dirigida por Philip van Artevelde) contra Luis II de Flandes.

## La batalla
El ejército de Gante no asaltó directamente Brujas sino que se mantuvo en una formación defensiva marchando una hora fuera de la ciudad. Los rebeldes repartieron la artillería en un costado, para poder acercarse con las huestes en dila a Brujas.
Los guerreros de Brujas aparecieron en el campo de batalla después de la procesión anual de la Santa Sangre, una fiesta religiosa local de Brujas. Los soldados llegaron directamente de las diferentes posadas y tabernas de alrededor de la zona, y muchos habían dejado la marcha para beber excusándose de que dicho hecho les proporcionaba un valor extra. Su disciplina era prácticamente nula.
A medida que el ejército fr Brujas llegaba al campo, la artillería gantesa disparaba ráfagas desde varios cientos de ribadoquines, un tipo de artillería ligera móvil. El ejército de Brujas se detuvo dada la confusión y la milicia rebelde emprendió el ataque, derrotando rápidamente a sus oponentes. Las fuerzas de Brujas fueron perseguidas y los ganteses ocuparon la ciudad, ese mismo día, por lo que no se llevó a cabo ningún asedio. El conde Luis II logró escapar y huyó a la ciudad de Rijssel.
La leyenda dice que los guerreros ganteses retiraron el Dragón de la Catedral de San Donaciano en Brujas y lo transportaron a Gante para mostrarlo en la torre Belfort.

## Importancia en la historia militar
Beverhoutsveld es reconocida como una de las primeras batallas en las que las armas de pólvora desempeñaron un papel importante.